# Alejandro Mon y Menéndez
Alejandro Mon y Menéndez (Oviedo, 1801 - 1 de novembre de 1882) va ser un polític i jurista espanyol, ministre d'Hisenda en els períodes 1837-1838, 1844-1846, 1846-1847, 1848-1849 i 1857-1858, i President del Consell de Ministres d'Espanya el 1864.
És cèlebre per la reforma tributària que va dur a terme el 1845 per tal de racionalitzar i modernitzar la Hisenda espanyola.

## Vida personal
Era un dels tres fills de Miguel Mon i Miranda y Francisca Menéndez de la Torre. Estava casat amb Rosa Martínez, de qui va tenir al seu únic fill Alejandro Mon y Martínez.

## Ministre d'Hisenda
Va cursar els estudis de Dret a la Universitat d'Oviedo. Inquiet per l'activitat política, va ser vicepresident de les Corts Generals i durant la Regència de Maria Cristina va ser nomenat Ministre d'Hisenda en 1837 fins a 1838 i de nou amb Narváez en 1844 a 1846 durant el qual afronta la greu crisi econòmica de la hisenda pública a conseqüència de la Primera Guerra Carlina. Per un breu lapse de temps deixa el Ministeri, fins que torna a ser nomenat per Francisco Javier de Istúriz fins a 1847 durant la Dècada Moderada del regnat d'Isabel II quan és nomenat President del Congrés dels Diputats. En 1849 i 1857 torna a ser Ministre d'Hisenda per curts períodes.
El seu pas pel ministeri d'Hisenda és recordat com el més important del segle xix espanyol. La simplificació i modernització que va dur a terme en el sistema tributari, anomenada Reforma Mon-Santillán (per Ramón de Santillán), va dotar Espanya d'un sistema tributari modern i la seva ombra ha perdurat fins a l'actualitat. També se'l recorda per promoure la modernització de l'economia espanyola, apostant pel ferrocarril i les indústries transformadores.

## President
Després serà ambaixador d'Espanya a Roma i París i refusarà les ofertes per tornar a la política activa fins que l'1 de març de 1864 és nomenat President del Consell de Ministres substituint Lorenzo Arrazola en el període de crisi de la Unió Liberal i que només durarà nou mesos, encara que en el seu haver-hi es trobarà haver incorporat per primera vegada al gabinet a una de les figures més influents de la vida política espanyola després de la restauració borbònica com va ser Antonio Cánovas del Castillo.
Després la revolució de 1868 va abandonar la vida política de manera definitiva encara que va ser nomenat senador vitalici el 1876.

## Vida intel·lectual
Alejandro Mon va ser un dels polítics espanyols més respectats del seu temps, sent membre fundador de la Reial Acadèmia de Ciències Morals i Polítiques.